# Timrå

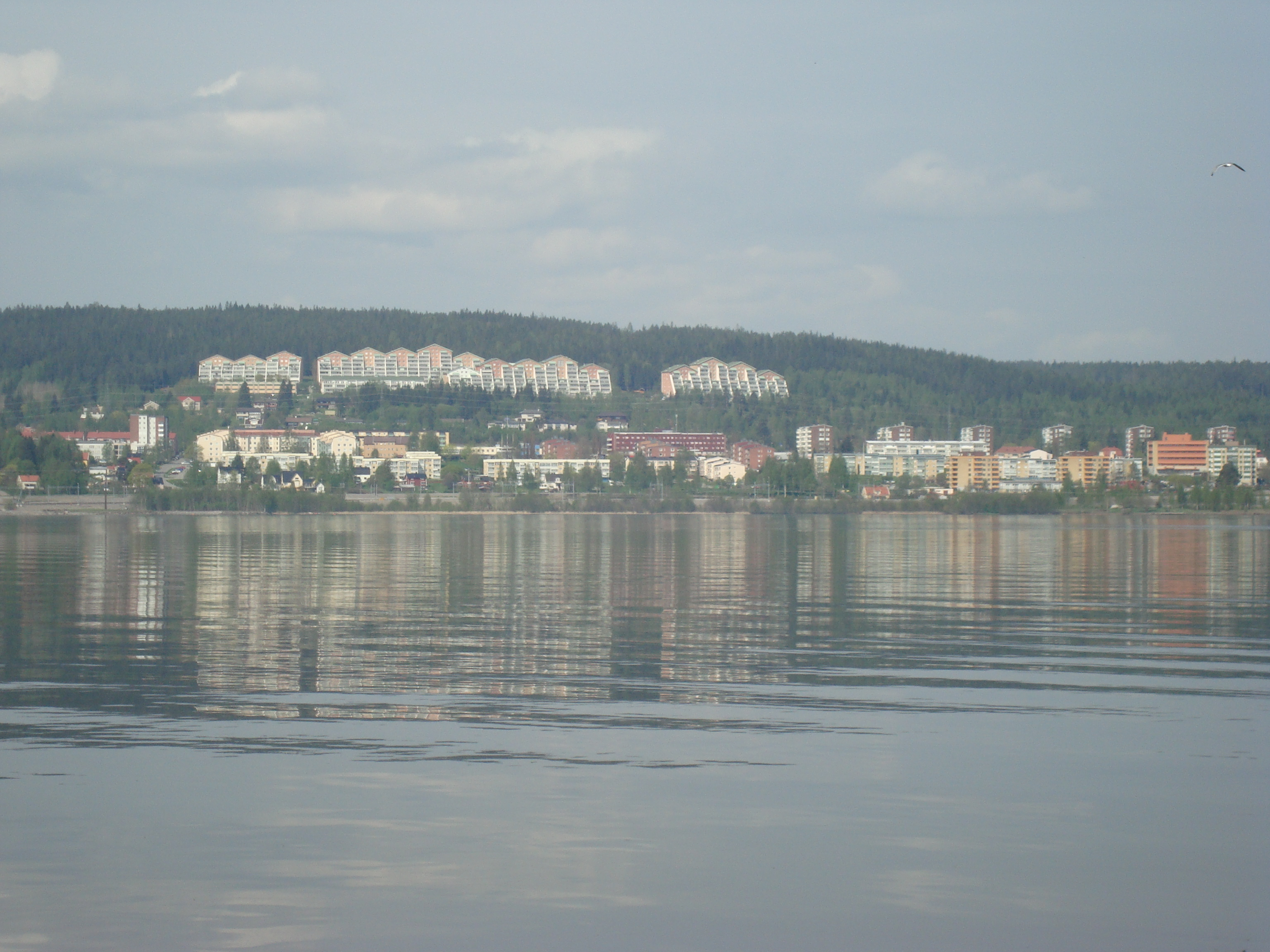
Blick von Alnön auf Timrå

Timrå ist ein Industrieort in der schwedischen Provinz Västernorrlands län und der historischen Provinz Medelpad.
Timrå liegt elf Kilometer nördlich von Sundsvall an der Mündung des Indalsälven in den Bottnischen Meerbusen und ist Hauptort der gleichnamigen Gemeinde. Nordöstlich des Ortes liegt der Flughafen Sundsvall-Timrå.
Der Ort Timrå ist in den letzten Jahrzehnten mit der Stadt Sundsvall zusammengewachsen und hat heute beinahe den Charakter eines Vorortes.
Timrå ist bekannt für seinen Eishockey-Verein Timrå IK, der in der ersten Liga spielt.

## Persönlichkeiten
- Christer Wallin (* 1969), Schwimmer